# Viš
Pour les articles homonymes, voir Vis.
Viš (en serbe cyrillique : Виш) est un village du centre du Monténégro, dans la municipalité de Danilovgrad.

## Démographie

### Évolution historique de la population
| 1948 | 1953 | 1961 | 1971 | 1981 | 1991 | 2003 |
| ---- | ---- | ---- | ---- | ---- | ---- | ---- |
| 230  | 248  | 173  | 157  | 103  | 83   | 110  |